# Can Cornell (Arenys de Munt)
Can Cornell és una obra d'Arenys de Munt (Maresme) protegida com a Bé Cultural d'Interès Local.

## Descripció
Masia coberta a doble vessant, de planta baixa i pis. Al nivell inferior hi ha una porta amb arc de mig punt, adovellada, a la dreta de la qual s'obre una senzilla finestra allindada.
Al primer pis hi ha tres finestres rectangulars emmarcades amb pedra; a la central hi ha la inscripció de la data 1642. A la façana posterior hi ha una balcó.

## Història
Té la data 1642 inscrita en una finestra.